# Drii Winter
Drii Winter (conocido a nivel internacional como: A Piece of Sky) es una de drama romántico dirigido por Michael Koch que se estrenó en la Berlinale en febrero de 2022, donde recibió una mención de honor. A principios de septiembre de 2022 debería llegar a los cines suizos de habla alemana. Suiza presentó Drii Winter como contribución a la 95.ª edición de los Premios Óscar a la Mejor Película Internacional.

## Argumento
Anna y Marco viven en el remoto pueblo de montaña de Gitschenen en los Alpes suizos, donde los años se cuentan en invierno. El robusto Marco viene de las tierras bajas y le echa una mano al granjero de montaña Alois. Anna es del pueblo y tiene una hija llamada Julia de una relación anterior. Trabaja como camarera en la posada del pueblo que es dueña de su madre y que también alquila habitaciones a turistas. A pesar de todas las dudas en su entorno, los dos se casan después de casi un año de estar juntos y Julia ya lo está llamando papá.
En su tiempo libre, prefieren andar en moto por las montañas. Aunque Marco está físicamente ileso después de un accidente, el médico descubre algo en su cerebro en la tomografía computarizada y la resonancia magnética, probablemente un tumor en el lóbulo frontal, que podría afectar su personalidad y movilidad. Como resultado, Marco pierde cada vez más el control de sus impulsos. Sigue teniendo dolores de cabeza y pronto comienza a perder la vista de un ojo. Incluso después de la cirugía requerida, el comportamiento de Marco sigue siendo errático. Esto hace que vivir con él sea más difícil no solo para Anna, sino también en la estricta comunidad del pueblo. Sin embargo, Anna intenta mantener la relación.
Cuando ella entra un día en el apartamento compartido, lo ve de pie desnudo en la misma habitación que su hija, perdida en sus pensamientos, masturbándose. El pequeño no parece haberse dado cuenta. A él no le importaba ella. Así que ella no quiere denunciarlo. Decide separarse y se muda con su hija a una choza en las afueras del pueblo.
Anna sabe en su corazón que Marco no es una mala persona. Aunque todavía tiene mucho que pensar en él, no se atreve a visitarlo. Cuando se encuentran, a Marco le preocupa que sus acciones puedan haber perjudicado a Julia. Anna permite que Marcos visite la cabaña. Pronto se muda con ellos y Anna lo cuida lo mejor que puede. Marco ya no puede valerse por sí mismo y tiene que pasar el día en cama. En su testamento escribió que sus cenizas debían ser esparcidas y que amaba a Anna y a su hija. Anna está con él cuando respira profundamente por última vez y muere unos días después.

## Producción

### Equipo de filmación y elenco

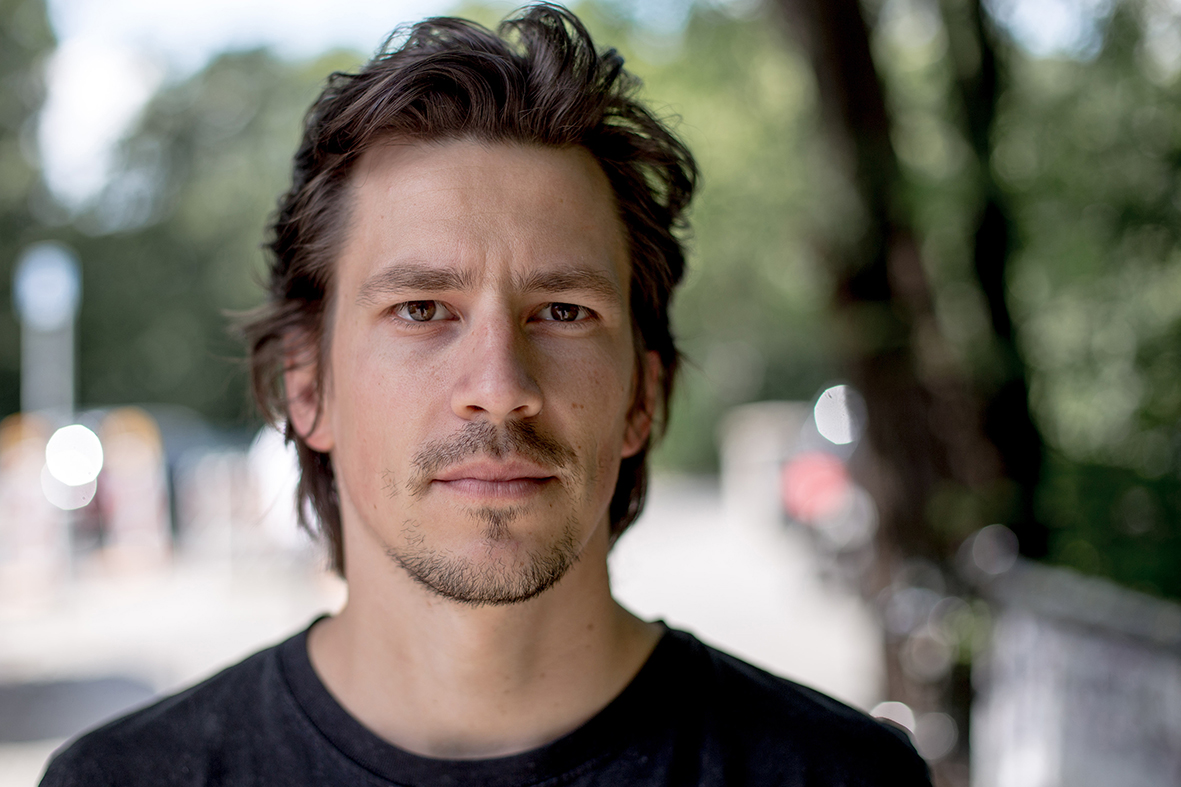
El director suizo Michael Koch

Dirigida por Michael Koch, quien también escribió el guion. Se basó en actores aficionados para el conjunto de actuación. Michèle Brand y Simon Wisler interpretan los papeles principales de Anna y Marco. Simon Wisler tiene animales y es un simple granjero de montaña con una granja en '''Parpan-Churwalden Graubünden'''.
```
Su esposa y sus dos hijos lo cuidaron durante el rodaje. Michèle Brand es en realidad arquitecta.
[
3
]
 Josef Aschwanden, que interpreta al granjero montañés Alois, proviene de Isenthal, suele pasar todo el año en la montaña, está casado y tiene cinco hijos.
[
3
]
```

### Producción
La película es una coproducción entre hugofilm y Pandora Film Production y con la participación de Arte y la emisora suiza SRF/SRG SSR. La película fue financiada por la Oficina Federal de Cultura de Suiza, la Fundación de Cine de Zúrich, la ciudad y el cantón de Basilea, el cantón de Uri y Suissimage. El proyecto también recibió una financiación de producción de 190.000 euros y otros 30.000 euros de la Film and Media Foundation NRW.
El rodaje se llevó a cabo entre principios de marzo y diciembre de 2020 en el cantón de Uri, aunque tuvo que interrumpirse después de solo 10 días debido a la corona. La película se rodó en Isenthal en el lado oeste del lago Uri y en Alp Gitschenen, el pueblo más alto del municipio. Armin Dierolf actuó como camarógrafo. El título provisional era originalmente Ein Stück Himmel, que traducido al español es Un pedazo de cielo. Después de la finalización de la película funcionó como el título internacional en inglés: A Piece of Sky.

### Coro y música.
Koch enmarcó la película como una tragedia griega. Una y otra vez coloca un coro vestido de verde en el paisaje arcaico y les deja cantar himnos. Mediante el uso del coro, la historia se divide en capítulos según las declaraciones de Koch y al mismo tiempo se vuelve a contar el destino de los protagonistas que se muestran en la película. Los cantantes cumplen así la función de un "coro griego". Son integrantes del Lucerne Choir dirigido por Daniela Portmann.
What Is Love de Haddaway es una característica recurrente en la película.

### Lanzamiento
El estreno tuvo lugar el 14 de abril. febrero de 2022 en el Festival Internacional de Cine de Berlín, donde Drii Winter compitió en la competencia por el Oso de oro. En julio de 2022 se proyectó en el Festival Internacional de Cine de Guanajuato y el Festival Internacional de Cine de Karlovy Vary en la sección Horizontes. La película está programada para llegar a los cines en la Suiza de habla alemana el 1 de septiembre de 2022. y el 15 de diciembre de 2022 en las alemanas.

## Recepción

### Recepción crítica
Carsten Beyer de RbbKultur escribe que Michael Koch cuenta esta historia de un gran amor con imágenes lentas, casi elegíacas, que logró hacer con medios modestos. Meyer describe el Isenthal mostrado por Koch como un microcosmos de lo humano. Desde la magnanimidad y la mezquindad hasta la lucha por la libertad y Bünzlitum, todo se puede encontrar en el pueblo. El lenguaje cinematográfico de Koch recuerda en ocasiones a modelos alemanes, como películas de la llamada Escuela de Berlín y cineastas como Christian Petzold, Maren Ade y Valeska Grisebach.
Gunda Bartels escribe en el Der Tagesspiegel que en vez de cargar el paisaje, que es abrumador en cada temporada, en Cinemascope, Koch llena el cuadrado del formato de la Academia con labores agrícolas, cantos rodados, las miradas inquisitivas de Anna y la calavera de Marco, que siempre parece estar demasiado. pesado para su portador. Como elemento estructurador, la sociedad coral uniformada aporta una dimensión universal al drama.
Teresa Vena de Filmbulletin escribe que incluso si la trama se dirige hacia un final de sacrificio con cada giro nuevo y más dramático, Koch nunca busca el gran escándalo, sino que cuenta la historia desde el silencio, en escenas que se desarrollan lentamente. Tan realista y auténtica como es la puesta en escena, casi documental, la presencia del coro también le da al conjunto algo remoto, de parábola, de nivel existencial, según Vena: "El ciclo de la vida es imparable, la naturaleza te lo demuestra todos los días. Los veranos son hermosos, los inviernos son duros en los Alpes. Marco soportó tres inviernos, más de lo que esperaban los lugareños". El subconsciente y lo instintivo tienen un significado importante en la historia, y son los gestos, a veces más finos, a veces más toscos, los que hablan por sí mismos. Lo que te queda en la mente de Drii Winter es principalmente su forma con el formato de imagen llamativo, casi cuadrado, que subraya la verticalidad del fondo de la montaña, y la paleta de colores de verdes claros y grises, que es algo suave, pero también fresco e impersonal.. Al mismo tiempo, la cámara se pega a los personajes como una segunda piel, literalmente respirando sobre sus nucas, todo lo cual hace de esta alternativa "Heimatfilm" una experiencia exigente visual y emocionalmente, con la que el cine se celebra verdaderamente y sin pretensiones como un lugar de nostalgia.

### Reconocimientos
Drii Winter fue presentado por Suiza para la 95.ª edición de los Premios Óscar en la categoría de Mejor Película Internacional. A continuación se muestra una selección de otras nominaciones y premios.
Festival de Cine de los Cinco Lagos 2022
- Nominación al Premio de Cine Five Lakes[14]

Festival Internacional de Cine Guanajuato 2022
- Nominación en el concurso internacional

Festival Internacional de Cine de Hong Kong 2022
- Nominación en el Concurso de Cine Joven (Mundial)[15]

Festival Internacional de Cine de Berlín 2022
- Nominación al Oso de oro en el concurso internacional (Michael Koch)
- Mención de Honor (Michael Koch)

Festival Internacional de Cine de Karlovy Vary 2021
- Premio TRT en la sección del festival First Cut+ (Michael Koch y Christof Neracher)[16]

Festival Internacional de Cine Nuevos Horizontes 2022
- Nominación en el Concurso Internacional New Horizons[17]